# 1827 w sztukach plastycznych
Wydarzenia w sztukach plastycznych i wizualnych w 1827 roku.

## Urodzeni
- 3 stycznia - Johann Janda (zm. 1875), niemiecki rzeźbiarz
- 2 lutego - Oswald Achenbach (zm. 1905), niemiecki malarz
- 17 marca - Józef Dziewoński (zm. 1901), polski malarz, grafik i inżynier
- 2 kwietnia - William Holman Hunt (zm. 1910), angielski malarz
- 1 maja - Jules Breton (zm. 1906), francuski malarz realista, poeta i pisarz
- 11 maja - Jean-Baptiste Carpeaux (zm. 1875), francuski rzeźbiarz
- na przełomie maja i czerwca Gustav Breuning (zm. 1902), niemiecki malarz
- 1 października - Walter Deverell (zm. 1854), brytyjski malarz
- 16 października - Arnold Böcklin (zm. 1901), szwajcarski malarz, rzeźbiarz, projektant i grafik
- 19 października - Charles Cordier (zm. 1905), francuski rzeźbiarz
- 21 października - Napoléon Bourassa (zm. 1916),  kanadyjski malarz, rzeźbiarz, architekt i pisarz
- 13 listopada - Julian Cegliński (zm. 1910), polski malarz
- Léon Belly (zm. 1877), francuski malarz
- Francisco Cabral y Aguado Bejarano (zm. 1891), hiszpański malarz

## Zmarli
- 22 lutego - Charles Willson Peale (ur. 1741),  amerykański malarz, przyrodnik, wynalazca i żołnierz
- 20 marca  - Adam Johann Braun (ur. 1748), malarz
- 22 kwietnia - Thomas Rowlandson (ur. 1756),  angielski malarz i karykaturzysta
- 30 maja - Sebastian Carl Christoph Reinhardt (ur. 1738), niemiecki malarz
- 12 sierpnia - William Blake (ur. 1757),  angielski poeta, pisarz, rytownik, malarz, drukarz i mistyk
- 14 grudnia - Julia Stecka (ur. 1790), polska malarka